# Allaines
Allaines je francouzská obec v departementu Somme v regionu Hauts-de-France. V roce 2012 zde žilo 416 obyvatel.

## Sousední obce
Aizecourt-le-Haut, Bouchavesnes-Bergen, Bussu, Cléry-sur-Somme, Moislains, Péronne

## Vývoj počtu obyvatel
Počet obyvatel